# Orthos
Orthos (du grec ancien Ὀρθός, « droit ») ou Orthros (Ὄρθρος, « matinal ») est une créature de la mythologie grecque.

## Mythologie
Orthos est le chien bicéphale de Géryon, le géant aux trois corps, qui garde son troupeau de bœufs. Il est le fils des monstres Typhon et Échidna,,, ce qui était notamment mentionné par Hésiode. Encore selon Hésiode, il a engendré la Sphinx et le lion de Némée. Il fut tué par Héraclès.
Les textes de Théogonie (Hésiode) (traduction par Aude Wacziarg-Engel) :

« ... la misérable Échidna, nymphe immortelle et qui ne vieillit pas tout au long des jours. C'est à elle que Typhon, dit-on, s'unit dans la tendresse, lui terrible, excessif et déréglé, à la fille aux yeux d'hélice. Elle, devenue grosse, enfanta des enfants au cœur fort. D'abord, elle engendra Orthos (Droit), le chien de Géryon. »

« Puis elle enfanta la funeste Sphinx (Qui Serre), perdition pour les Cadméens, s'étant soumise à l'amour d'Orthos, et elle enfanta le lion de Némée (Pâturage). »

## Usage pour un sous-variant de Covid-19
Depuis 2022, les noms de monstres dans la mythologie grecque sont attribués à quelques variants de Covid-19, qui n'ont pas encore de dénominations officielles en alphabet grec. Le nom d'Orthros est attribué au sous-variant d'Omicron, CH.1.1, propagé en Angleterre, Espagne et Inde. 